# Stilles Land
Stilles Land ist ein deutscher Spielfilm aus dem Jahr 1992. Der Film ist der erste Kinofilm von Andreas Dresen. Stilles Land wurde von Max Film in Kooperation mit der Hochschule für Film und Fernsehen „Konrad Wolf“, dem Mitteldeutschen Rundfunk und dem Südwestfunk produziert.

## Handlung
In der norddeutschen Provinz im Herbst 1989 in der untergehenden DDR probt das Ensemble eines Kleinstadttheaters in Anklam das Stück Warten auf Godot. Der junge Regisseur Kai Finke kommt voller Enthusiasmus an das Theater, um das Stück zu inszenieren und stößt auf desillusionierte Schauspieler. Während einige Mitglieder des Theaters über die offene ungarische Grenze in den Westen gehen, versuchen andere das Land zu reformieren und schreiben eine Petition an Erich Honecker. Der Intendant Walz, dem der Brief anvertraut wird, hat aber erst den Mut, das Schreiben abzuschicken, als Egon Krenz an die Macht kommt und keine Gefahr mehr droht.
Selbst nach dem Fall der Mauer gelingt es der Gruppe nicht, aus der Provinz auszubrechen, nur Claudia, die junge Assistentin, in die sich Kai verliebt hat, bricht in den Westen auf und kehrt mit einem Hamburger Schauspieler zurück, der der Gruppe verspricht, sie ganz groß herauszubringen. Obwohl seine angekündigte Hilfe sich schnell als heiße Luft erweist, spielt das Ensemble motiviert wie nie zuvor, allerdings ohne großen Erfolg.
Claudia verlässt das Theater in Richtung Hamburg, Kai bleibt voller Hoffnung zurück.

## Hintergründe
Nach mehreren Kurzfilmen war Stilles Land der erste Kinofilm, den Andreas Dresen drehte. Der Film trug den Arbeitstitel Provinztheater. Der Film wurde erstmals am 8. Oktober 1992 im Kino gezeigt; zunächst jedoch nur in den Neuen Ländern, in den alten Ländern erschien er einen Monat später.
Andreas Dresen, der die „Wirren der Wendezeit in der DDR 1989“ am Beispiel des „Mikrokosmos eines kleinen Theaters“ aufzeigen wollte, hatte von Anfang an vor, Kurt Böwe als Intendanten Walz zu besetzen. Böwe willigte ein, da er der Ansicht war, ihm sei ohnehin „die ganze DDR geradezu ins Gesicht gemeißelt“ und er brauche den Walz daher gar nicht mehr zu spielen.
Wolfgang Bordel, der langjährige Intendant des Theaters in Anklam, dem Drehort des Films, übernahm im Film eine kleine Rolle als Kantinenwirt.

## Kritik
Der Spiegel nannte den Film eine „Filmkomödie mit dem scheinheiligen Titel ‚Stilles Land‘“. Der Film mache aus der Warten-auf-Godot-Inszenierung eines Berliner Jung-Genies „eine stillvergnügt spöttische, auch wehmütige Theatermenschen-Komödie: Es leuchtet darin die Erinnerung an das letzte Stündchen Utopie vor dem Untergang.“
Die DEFA-Stiftung bezeichnete Stilles Land als eine der „interessanten und gelungenen filmischen Aufarbeitungen der politischen ‚Wende‘ in der DDR.“
Das Lexikon des internationalen Films sieht Stilles Land als einen „durch bissigen Humor und nuancierte Charakterzeichnung ansprechende[n] Erstlingsspielfilm, dessen Qualitäten allerdings unter der höchst durchschnittlichen Inszenierung und der fehlbesetzten Hauptrolle leiden.“

## Auszeichnungen
Der Film erhielt 1992 den Deutschen Kritikerpreis und den Hessischen Filmpreis.

## DVD-Veröffentlichung
Der Film wurde 2007 von der Filmgalerie 451 und dem Filmmagazin Schnitt in der Reihe Debütfilme auf DVD veröffentlicht.